# 8회 정관장배 세계여자바둑최강전
8회 정관장배 세계여자바둑최강전은 대한민국, 중국, 일본 중 한국이 우승했다.

## 참가 기사 명단
- 한국 :
- 일본 :
- 중국 :

## 대국 결과
| 대국 | 날짜             | 장소                                           | 승자               | 패자                 | 결과              | 기보                             |
| ---- | ---------------- | ---------------------------------------------- | ------------------ | -------------------- | ----------------- | -------------------------------- |
| 1    | 2009년 9월 22일  | 중국 광둥성 동관시 동관(東莞)전람회 국제대주점 | 왕천싱 二단        | 김윤영 初단          | 334수 백 10집반승 | [ 깨진 링크 ( 과거 내용 찾기 ) ] |
| 2    | 2009년 9월 23일  | 중국 광둥성 동관시 동관(東莞)전람회 국제대주점 | 왕천싱 二단        | 요시다 미카 八단     | 226수 백 불계승   | [ 깨진 링크 ( 과거 내용 찾기 ) ] |
| 3    | 2009년 9월 24일  | 중국 광둥성 동관시 동관(東莞)전람회 국제대주점 | 왕천싱 二단        | 윤지희 二단          | 196수 백 불계승   | [ 깨진 링크 ( 과거 내용 찾기 ) ] |
| 4    | 2009년 9월 25일  | 중국 광둥성 동관시 동관(東莞)전람회 국제대주점 | 아오키 기쿠요 八단 | 왕천싱 二단          | 141수 흑 불계승   | [ 깨진 링크 ( 과거 내용 찾기 ) ] |
| 5    | 2009년 12월 20일 | 서울 한국기원 1층 바둑TV 스튜디오              | 박소현 二단        | 아오키 기쿠요 八단   | 263수 백 6집반승  | [ 깨진 링크 ( 과거 내용 찾기 ) ] |
| 6    | 2009년 12월 21일 | 서울 한국기원 1층 바둑TV 스튜디오              | 차오유인 三단      | 박소현 二단          | 218수 백 불계승   | [ 깨진 링크 ( 과거 내용 찾기 ) ] |
| 7    | 2009년 12월 22일 | 서울 한국기원 1층 바둑TV 스튜디오              | 차오유인 三단      | 우메자와 유카리 五단 | 259수 흑 불계승   | [ 깨진 링크 ( 과거 내용 찾기 ) ] |
| 8    | 2009년 12월 23일 | 서울 한국기원 1층 바둑TV 스튜디오              | 김혜민 五단        | 차오유인 三단        | 216수 흑 1집반승  | [ 깨진 링크 ( 과거 내용 찾기 ) ] |
| 9    | 2009년 12월 24일 | 서울 한국기원 1층 바둑TV 스튜디오              | 무카이 치아키 三단 | 김혜민 五단          | 227수 흑 불계승   | [ 깨진 링크 ( 과거 내용 찾기 ) ] |
| 10   | 2009년 12월 25일 | 서울 한국기원 1층 바둑TV 스튜디오              | 쑹룽후이 五단      | 무카이 치아키 三단   | 225수 백 4집반승  | [ 깨진 링크 ( 과거 내용 찾기 ) ] |
| 11   | 2010년 2월 1일   | 중국 광저우(廣州) 웨스틴(westin) 호텔          | 박지은 九단        | 쑹룽후이 五단        | 183수 흑 불계승   | [ 깨진 링크 ( 과거 내용 찾기 ) ] |
| 12   | 2010년 2월 2일   | 중국 광저우(廣州) 웨스틴(westin) 호텔          | 박지은 九단        | 스즈키 아유미 五단   | 159수 흑 불계승   | [ 깨진 링크 ( 과거 내용 찾기 ) ] |
| 13   | 2010년 2월 3일   | 중국 광저우(廣州) 웨스틴(westin) 호텔          | 박지은 九단        | 예꾸이 五단          | 317수 흑 3집반승  | [ 깨진 링크 ( 과거 내용 찾기 ) ] |
| 14   | 2010년 2월 4일   | 중국 광저우(廣州) 웨스틴(westin) 호텔          | 박지은 九단        | 리허 二단            | 202수 백 불계승   | [ 깨진 링크 ( 과거 내용 찾기 ) ] |

결과: 대한민국 우승 (6승 4패), 중국 준우승 (6승 5패), 일본 3위 (2승 5패)